# Scarsdale
Scarsdale är en kommun (town) i Westchester County i delstaten New York som består helt och hållet av municipalsamhället (village) Scarsdale. Vid 2020 års folkräkning hade Scarsdale 18 174 invånare.

## Kända personer från Scarsdale
- Susan Lucci, skådespelare
- Linda McCartney, fotograf och musiker